# خاندان اینابا
خاندان اینابا (به ژاپنی: 稲葉 Inaba clan)، گروهی از خاندان‌های سامورایی بودند که در دوره سنگوکو و دوره ادو به شهرت رسیدند. ملازم ارثی خاندان توکوگاوا، به عنوان یکی از دایمیوهای فودای طبقه‌بندی شدند.
اینابا یوشی‌میچی سومین رهبر این خاندان بود.